# Щербаков Микола Митрофанович
Щербаков Микола Митрофанович (нар. 1 травня 1921, Родіоново-Несвітайський район Ростовської області, Росія — пом. 19 грудня 1987, Ростов-на-Дону, Росія) — радянський військовик, в роки Другої світової війни учасник десанту Ольшанського. Герой Радянського Союзу (1945), почесний громадянин міста Миколаїв (1964).

## Біографія
Народився 1 травня 1921 року на хуторі Меліозівка Родіоново-Несвітайського району Ростовської області в сім'ї селянина. Закінчив 7 класів. Працював у колгоспі, з 1938 року — слюсарем на комбайному заводі імені І. В. Сталіна у місті Таганрог.
У Військово-морському флоті від грудня 1940 року. Служив у Керченському укріпленому секторі Чорноморського флоту, потім мотористом та листоношею у 614-й авіаційній базі флоту.
На фронті у Другій світовій війні з червня 1941 року. Брав участь в обороні Одеси та Новоросійська. Був поранений. Після лікування служив у береговій обороні Потійської військово-морської бази Чорноморського флоту.
У лютому 1944 року матрос Щербаков був направлений до 384-го окремого батальйону морської піхоти Чорноморського флоту. Брав участь у боях за визволення селищ Херсонської області Олександрівка, Богоявленське (нині Корабельний район Миколаєва) та Широка Балка.

### Десант Ольшанського
У другій половині березня 1944 року війська 28-ї армії розпочали бої зі звільнення міста Миколаєва. Щоб полегшити фронтальний удар наступаючих, було вирішено висадити до Миколаївського порту десант. Зі складу 384-го окремого батальйону морської піхоти виділили групу десантників під командуванням старшого лейтенанта Костянтина Ольшанського. До неї увійшли 55 моряків, 2 зв'язківці зі штабу армії та 10 саперів. Провідником пішов місцевий рибалка Андрєєв. Одним із десантників був Щербаков.
О 4 годині 15 хвилин 26 березня 1944 року морські піхотинці висадилися в порту, вбили вартових, і, зайнявши кілька будинків, організували кругову оборону в районі портового елеватора. Оборона тривала з 26 по 28 березня, що дало змогу основним силам СРСР деокупувати місто і зашкодити знищенню Миколаївських порта та елеватора. Загалом десант Ольшанського відбив 18 атак противника, вбивши і поравниши близько 700 гітлерівських бійців та знищивши 2 танки. Від початкового складу десанту залишилося живими 11 чоловік та 1 зв'язківець, всі були поранені й обпалені. В найближчому часі троє померли від поранень, ще двоє загинули в боях у серпні 1944 року.
Після лікування у шпиталі Щербаков повернувся до свого батальйону морської піхоти, в якому воював до весни 1945 року. Брав участь 24 серпня 1944 року в десантній висадці в районі села Жебріяни (нині село Приморське Ізмаїльського району Одеської області) під час Яссько-Кишинівської наступальної операції та у багатьох боях на річці Дунай від Румунії до Угорщини.
У 1946 році демобілізований у чині старшого сержанта.
Жив у Ростові-на-Дону. У 1953 році закінчив юридичний факультет Ростовського державного університеу, аспірантуру при ньому, захистив кандидатську дисертацію. Працював заступником директора НДІТМ.
Помер 19 грудня 1987 року. Похований на Північному цвинтарі у Ростові-на-Дону.

## Нагороди
- «Орден Леніна» (20 квітня 1945);
- «Орден Відчизняної війни» I-го ступеня (11 березня 1985);
- Звання «Почесний громадянин міста Миколаєва» (31 березня 1964[2]).

## Увічнення пам'яті
- Ім'я 68-ми десантників носить вулиця і сквер в історичній частині міста Миколаєва;
- У 1946 році в однойменному сквері відкрито меморіал героям-десантникам (реконструйовано в 1977 році);
- Музей бойової слави моряків-десантників імені К. Ф. Ольшанського в Миколаєві;
- Пам'ятний буй на місці висадки десанту в Миколаєві;
- У 2000 році біля входу до Миколаївського морського порту відкрито пам'ятник «Героїчний десант у безсмертя», присвячений подвигу десанта;
- В Корабельному районі Миколаєва на березі Бузького лиману, звідки виходили на завдання десантники, встановлено меморіальний камінь з пам'ятним написом;
- Ростовська школа № 87 носить ім'я Героя Радянського Союзу — Миколи Щербакова. На будівлі школи встановлено меморіальну дошку[3].